# Air Vietnam

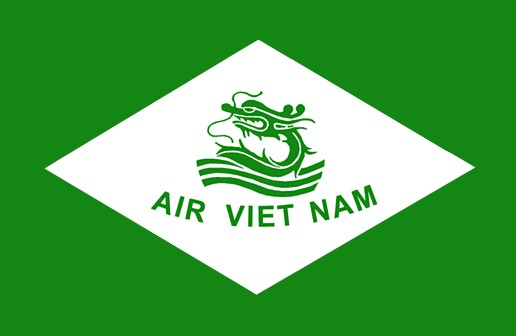
Hiệu Kỳ

Air Vietnam, hay Hãng Hàng không Việt Nam, mã IATA là VN, mã ICAO là AVN, là hãng hàng không thương mại duy nhất của Quốc gia Việt Nam và sau đó là hãng hàng không quốc gia của Việt Nam Cộng Hòa từ 1951 đến 1975. Hãng hàng không này từng đạt con số chuyên chở hơn một triệu hành khách hàng năm khi Chiến tranh kháng chiến chống Mỹ tại Việt Nam kết thúc.
Sau năm 1975, một thời gian Cục Hàng không Dân dụng Việt Nam có sử dụng tên giao dịch "Air Vietnam" trên một số tuyến bay đến các nước phương Tây. Tuy nhiên, kể từ năm 1993, khi Hãng hàng không quốc gia Việt Nam được thành lập trên cơ sở doanh nghiệp nhà nước của Cục Hàng không Dân dụng Việt Nam, tên giao dịch chính thức của hãng trở thành Vietnam Airlines.

## Lịch sử

### Thời Quốc gia Việt Nam

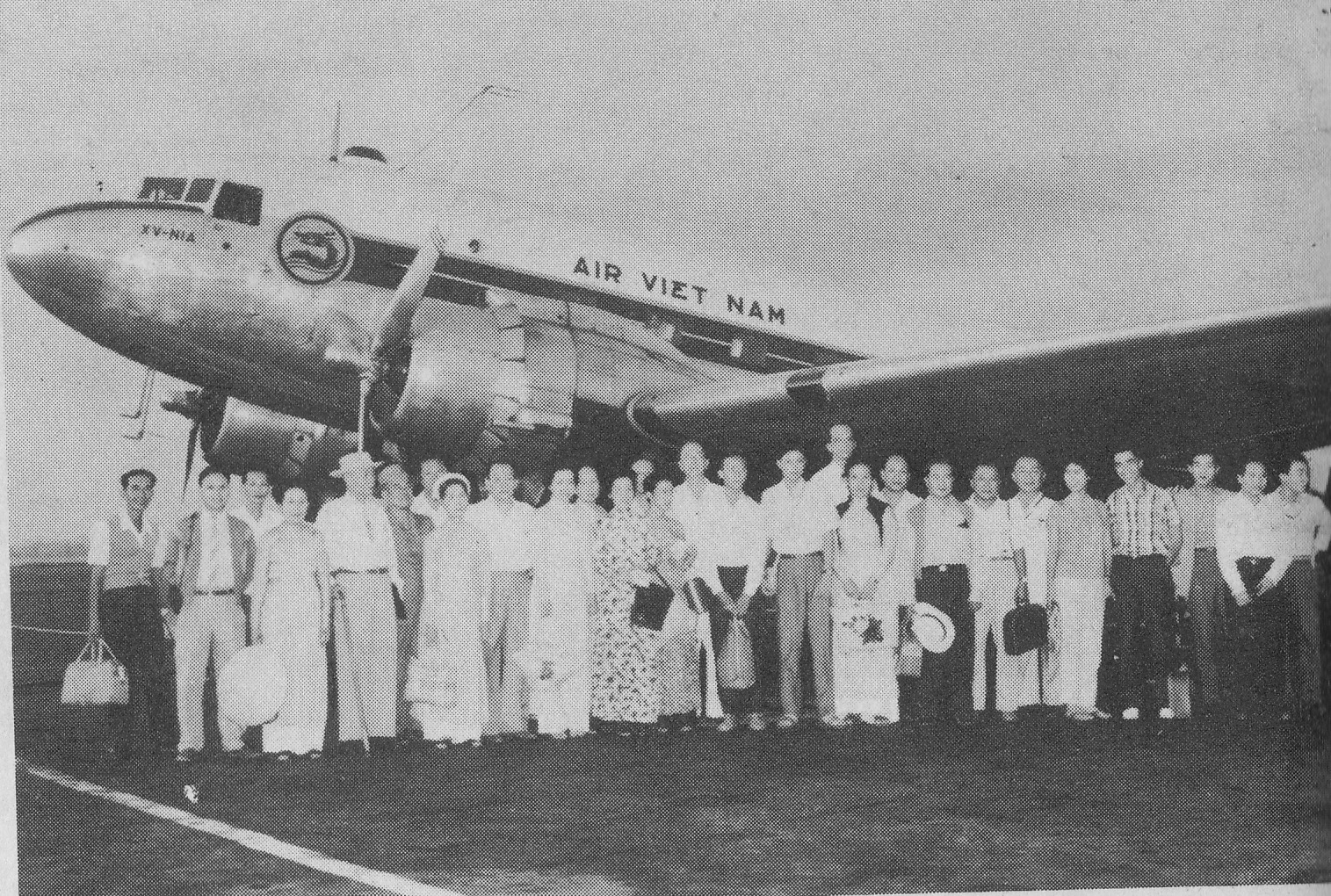
Máy bay DC-3 hãng Air Viet Nam và hành khách năm 1961 ở phi trường Phú Quốc

Được thành lập ngày 8 tháng 6 năm 1951 bởi Quốc trưởng Quốc gia Việt Nam Bảo Đại, Air Viet Nam là hãng hàng không dân dụng của Quốc gia Việt Nam với số vốn 18 triệu piastre (tức tương đương với 306 triệu franc Pháp lúc bấy giờ). Chính phủ Quốc gia Việt Nam góp 50%; phần còn lại do các hãng Air France (33,5%), Vận tải hàng không Đông Dương (SITA) (11%), Vận tải biển (Messageries maritimes) (4,5%), Hiệp hội hàng không vận tải (Union aéronautique des transports) (0,5%), và Aigle Azur Indochine (0,5%) góp chung vốn. Ngày 15 tháng 10 là ngày khánh thành Air Viet Nam.

### Thời Việt Nam Cộng hòa

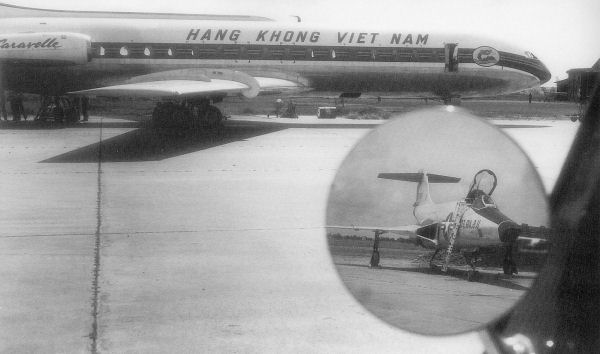
Phi cơ phản lực Caravelle của Air Vietnam ngày 1 tháng 1 năm 1964 ở phi cảng Sài Gòn Tân Sơn Nhứt

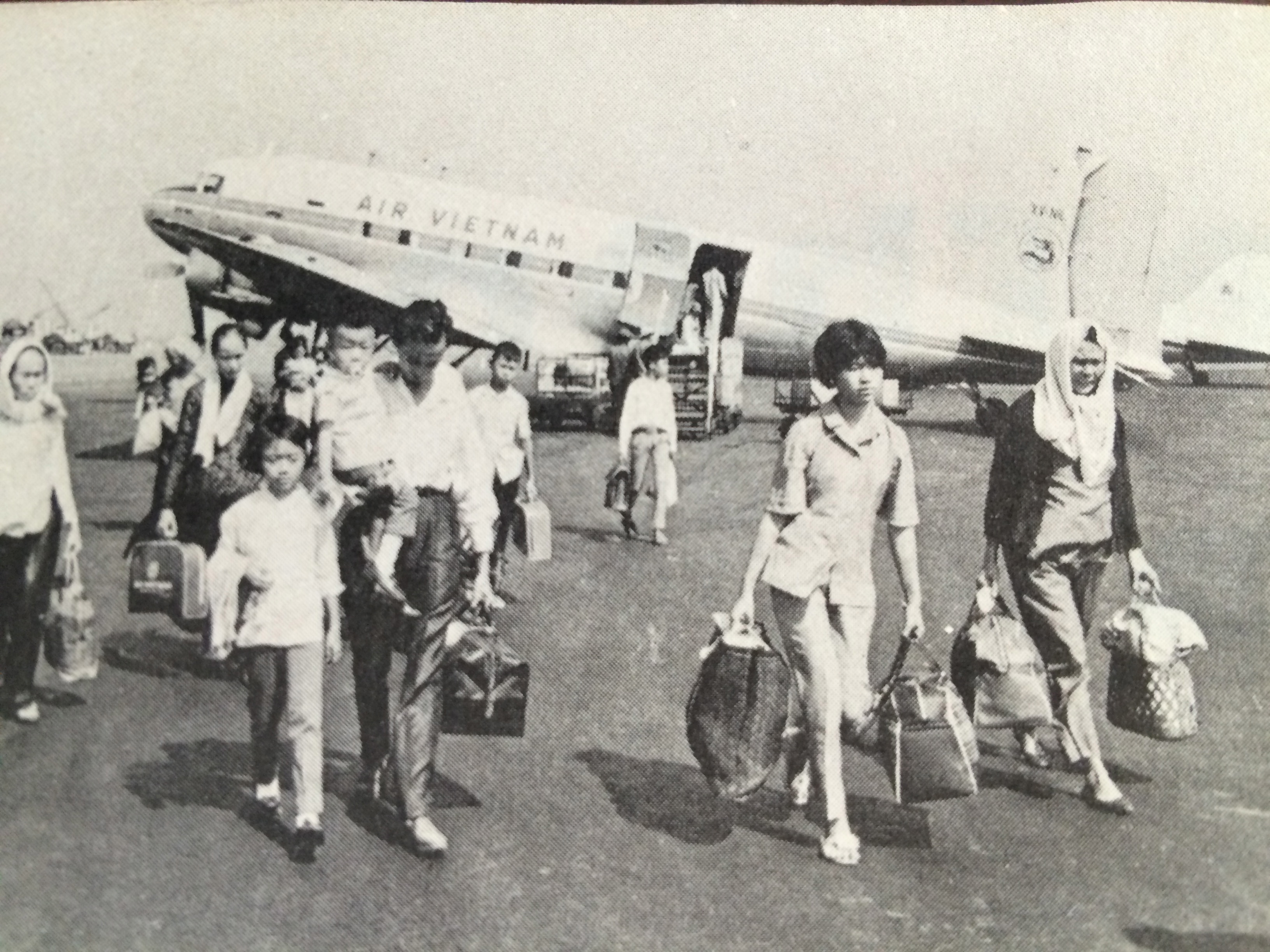
Hành khách xuống máy bay Air Viet Nam tại một phi trường quốc nội ngày 13 tháng 12 năm 1972

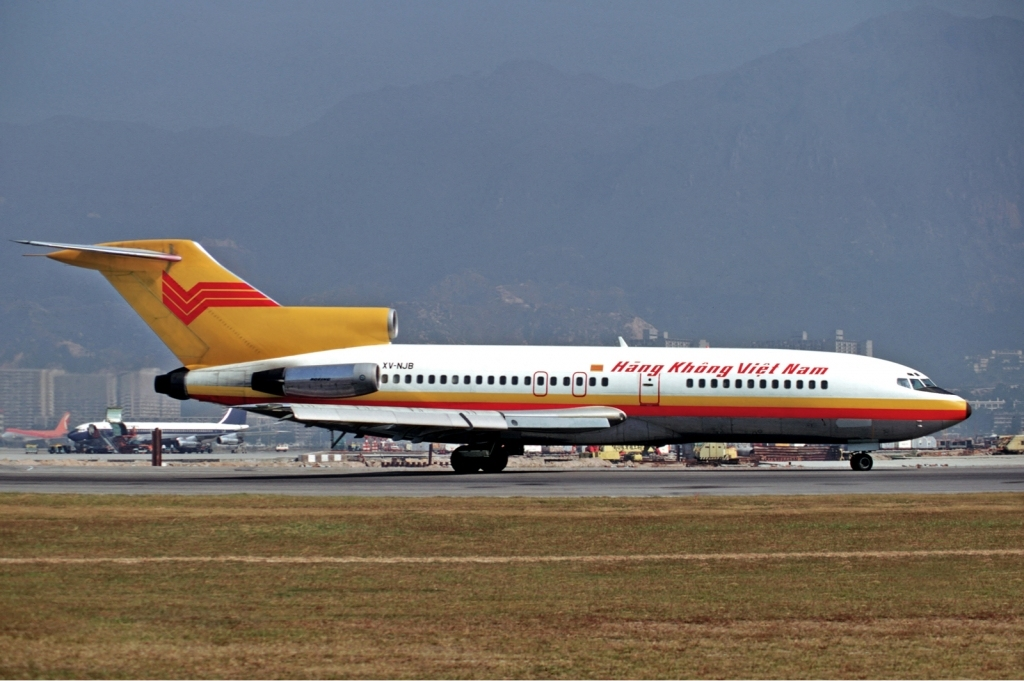
Boeing 727-100 của Air Vietnam ngày 9 tháng 12 năm 1974

Sang thời Việt Nam Cộng hòa vào năm những năm 1960, Air Viet Nam bắt đầu sử dụng những chiếc máy bay Douglas DC-3 trong những chuyến bay trong nước và quốc tế. Năm 1964 tăng cường thêm máy bay phản lực Caravelle của Pháp. Vì chiến cuộc các chuyến bay hành khách dân sự quốc nội không thể bay về đêm mà phải bay vào ban ngày vì an ninh. Air Viet Nam có những chuyến bay đi Phnom Penh, Bangkok, Singapore, Hương Cảng và Vạn Tượng. Năm 1965 mở thêm tuyến bay đi Kuala Lumpur; năm 1966, Đài Bắc; 1968, Manila, Osaka và Tokyo.
Vào thời điểm năm 1968 thì chính phủ Việt Nam Cộng hòa góp 75% vốn cho hãng Air Viet Nam trong khi Air France giảm còn 25%.

### Sau 1975
Năm 1976, sau khi kết thúc Chiến tranh kháng chiến chống Mỹ tại Việt Nam, bên cạnh những cơ sở vật chất đã tiếp quản trước đó, chính phủ Việt Nam tịch thu các tài sản còn lại của Air Vietnam và chuyển cho Tổng cục Hàng không Dân dụng quản lý và sử dụng gồm 282 phi trường của Việt Nam Cộng hòa và 14 chiếc kiểu DC và nhiều vận tải cơ các loại khác. Trong đó có bảy chiếc Douglas DC-3, năm chiếc Douglas DC-4, hai chiếc Douglas DC-6 và một chiếc Boeing 707. Ngoài ra, có một chiếc Boeing 727 bị kẹt ở Hong Kong. Đồng thời, 2.166 nhân viên của Nha Hàng không dân sự, Nha Căn cứ hàng không Tân Sơn Nhứt và Hãng Air Việt Nam (AVN) được gọi trở lại làm việc.
Bấy giờ, tên giao dịch của Hàng không Dân dụng Việt Nam là Vietnam Civil Aviation; đối với một số tuyến bay đến các nước phương Tây, tên giao dịch Air Vietnam vẫn được sử dụng. Đến năm 1993, mới thành lập Hãng Hàng không Quốc gia Việt Nam (tên giao dịch tiếng Anh là Vietnam Airlines) và là doanh nghiệp Nhà nước trực thuộc Cục Hàng không Dân dụng Việt Nam.

## Lưu lượng
| Lưu lượng hành khách Air Vietnam | Lưu lượng hành khách Air Vietnam |
| Năm                              | Số hành khách                    |
| -------------------------------- | -------------------------------- |
| 1959                             | 52.000                           |
| 1961                             | 288.983                          |
| 1964                             | 534.000                          |
| 1968                             | 1.146.518                        |
| 1969                             | 1.510.700                        |

Số lượt khách quốc nội tăng nhanh từ 52.000 vào năm 1959 lên đến 534.000 vào năm 1964, rồi vượt hơn một triệu vào cuối thập niên 1960 với những chí điểm như Huế, Đà Nẵng, Kontum, Pleiku, Nha Trang, Đà Lạt, Ban Mê Thuột, Phan Thiết, Sài Gòn, Cần Thơ, Rạch Giá, Phú Quốc, và Cà Mau. Số khách trên các tuyến bay quốc ngoại đạt 70.000 vào năm 1964 trong bốn tuyến bay quốc tế vào thời điểm đó: Nam Vang, Vọng Các, Hương Cảng, và Vạn Tượng. Sang năm 1969 thì số khách tuyến bay quốc ngoại là 113.910.

## Đội bay
Đội máy bay của Air Vietnam lúc đầu gồm có 5 chiếc Cessna 170, dùng bay chủ yếu tới những thị trấn lớn nhỏ khắp Việt Nam, trong đó có Hà Nội, Hải Phòng, Đồng Hới, Huế, Đà Nẵng, Quy Nhơn, Nha Trang và Ban Mê Thuột.
Khi lượng khách đi lại tăng cao trong thời kỳ Chiến tranh Việt Nam, Air Viet Nam thêm vào một số máy bay, ban đầu là Viscount, Douglas DC-3 và Douglas DC-4. Từ đầu năm 1962, Air Viet Nam đã khai thác hai chiếc Cessna 185 Skywagon và 2 chiếc Cessna 310.
Năm 1967, Air Viet Nam chọn mua hai chiếc Boeing 727 của Pan American World Airways chuyên chở hành khách bay quốc tế với giá 1,440 tỉ đồng (tương đương 13,053 triệu USD) để thanh toán cho Pan American World Airways hai đợt vào đầu và giữa tháng 1 năm 1968. Thời gian Air Viet Nam cam kết trả nợ lại cho chính phủ trong thời hạn 10 năm với lãi suất 3% mỗi năm. Đây là thương vụ được sự chú ý đặc biệt của Việt Nam Cộng hòa vì cùng lúc mua cả hai chiếc phản lực thương mại hiện đại do Hoa Kỳ sản xuất trong bối cảnh kinh tế thời chiến miền Nam lúc ấy rất khó khăn.
Air Viet Nam vào thời điểm năm 1974 có 16 máy bay chở hàng hóa như vận chuyển rau tươi từ Đà Lạt về Sài Gòn khi đoạn đường sắt nối liền Đà Lạt và Tháp Chàm ngưng hoạt động kể từ năm 1972.
| Loại                        | Số lượng | Năm hoạt động | Ngừng hoạt động | Tình trạng                                    |
| --------------------------- | -------- | ------------- | --------------- | --------------------------------------------- |
| Sud Aviation Caravelle 3    | 1        | 1964          | 1968            | Thuê của China Airlines                       |
| Sud Aviation Caravelle VI-B | 1        | 1974          | 1975            | Thuê của Far Eastern Air                      |
| Boeing 307                  | 2        |               | trước 1960      |                                               |
| Boeing 707-120              | 1        | 1973          | 1973            | Thuê của Pan Am                               |
| Boeing 707-320              | 1        | 1973          | 1975            | Thuê của Pan Am                               |
| Boeing 727-100C             | 2        | 1968          | 1975            | XV-NJC rơi 15/9/1974                          |
| Bristol 170                 | 2        | 1952          | 1957            | F-VNAI rơi 16/8/1974                          |
| Curtiss C-46                | 3        | 1965          | 1970            | Thuê của China Airlines B-1543 rơi 01/11/1970 |
| Douglas DC-3                | 17       | 1951          | 1975            |                                               |
| Douglas DC-4                | 16       | 1952          | 1975            |                                               |
| Douglas DC-6                | 4        | 1962          | 1975            |                                               |
| Vickers Viscount            | 2        | 1961          | 1963            | Thuê của China Airlines                       |
| Vickers Viscount            | 2        | 1974          | 1975            |                                               |

## Trụ sở
Ban đầu, hội sở chính của hãng đặt tại số 5 Quai Le Myre de Vilers (Bến Bạch Đằng), sau dời về tòa nhà số 116 đường Nguyễn Huệ và chi nhánh ở 13-bis Đinh Tiên Hoàng, Sài Gòn. Sang thập niên 1970 văn phòng trên Đại lộ Nguyễn Huệ chỉ dùng làm nơi giao dịch bán vé còn trụ sở chính chuyển về đường Phan Đình Phùng và Đinh Tiên Hoàng khu Đakao, Sài Gòn.
Tổng giám đốc vào năm 1968 là Lương Thế Siêu. Kế nhiệm ông là Nguyễn Tấn Trung, thông gia của Tổng thống Nguyễn Văn Thiệu và Thủ tướng Trần Thiện Khiêm. Ông Trung giữ chức vụ này cho đến tận năm 1975.

## Tem kỷ niệm
Ngày 18 tháng 4 năm 1971 Bưu chính Việt Nam Cộng hòa phát hành bốn con tem vẽ phong cảnh Đà Lạt, Hà Tiên, Huế, và Sài Gòn trị giá 10 đồng và 25 đồng để kỷ niệm "20 năm phát triển Hàng không Việt Nam."

## Điểm đến
Ngoài các chuyến bay kết nối với tất cả tỉnh, thành từ vĩ tuyến 17 trở vào, Air Viet Nam với đội bay phản lực hiện đại đã mở rộng được nhiều đường bay quốc tế như Bangkok, Viêng Chăn, Phnôm Pênh, Hong Kong, Singapore, Manila, Nhật Bản.

### Chí điểm quốc nội
| - Ban Mê Thuột: Phi trường Phụng Dực BMV - Cà Mau: Phi trường Cà Mau CAH - Cần Thơ: Phi trường Trà Nóc VCA - Đà Lạt: Phi trường Liên Khương DLI - Đà Nẵng: Phi trường Đà Nẵng DAD - Huế: Phi trường Phú Bài HUI - Kontum: Phi trường Kontum KNT - Nha Trang: Phi trường Nha Trang NHA - Phan Rang: Phi trường Phan Rang PHA | - Phan Thiết: Phi trường Phan Thiết PHH - Phú Quốc: Phi trường Dương Đông PQC - Pleiku: Phi trường Cù Hanh PXU - Quảng Đức XQD - Quảng Ngãi XNG - Quy Nhơn: Phi trường Quy Nhơn UIH - Rạch Giá: Phi trường Rạch Giá RAG - Tam Kỳ: Phi trường Chu Lai TMK - Tuy Hòa: Phi trường Tuy Hòa TBB - Vĩnh Bình: |

### Tổng kết chí điểm quốc tế

#### Đông Á
- Đài Loan: Đài Bắc
- Nhật Bản: Osaka, Tokyo

#### Đông Nam Á
- Campuchia: Phnom Penh
- Vương quốc Lào: Vientiane
- Thái Lan: Bangkok
- Philippines: Manila
- Singapore: Singapore
- Malaysia: Kuala Lumpur

## Tai nạn và sự vụ an ninh
Đa số những vụ tai nạn là do hoạt động khủng bố và chiến cuộc.
| Thời gian                 | Loại máy bay           | Lộ trình                | Nguyên nhân | Mô tả thiệt hại |
| ------------------------- | ---------------------- | ----------------------- | --- | --- |
| Ngày 10 tháng 11 năm 1962 | Douglas DC-3           |                         | Máy bay bị cháy từ phía dưới đuôi, lan vào giữa thân, làm dây cáp các bộ phận lái đuôi không điều khiển được. | thiệt mạng toàn bộ 20 người, gồm 6 tên lính và phi hành đoàn 3 người. Cơ trưởng chuyến bay này là phi công thuê người Đài Loan Chen Wan Tsun. |
| Ngày 16 tháng 9 năm 1965  | Douglas DC-3           | Sài Gòn - Quảng Ngãi    | Sau khi rời đường băng được 1.700m, chiếc DC3 rẽ phải, quay hướng lại phía đông để bay về Sài Gòn thì bất ngờ khói đen phụt ra từ phía đuôi máy bay. Chiếc DC3 rơi xuống chân núi Hùm, xã Tư Bình, quận Tư Nghĩa (nay là huyện Tư Nghĩa), Quảng Ngãi, cách phi trường khoảng 7 km về hướng đông nam. | Toàn bộ phi hành đoàn ba người và 37 hành khách, trong đó có 7 phụ nữ cùng 2 trẻ em, thiệt mạng                                               |
| Ngày 20 tháng 9 năm 1969  | McDonnell Douglas DC-4 | Pleiku đến Đà Nẵng      | va chạm với chiếc F-4 của Không quân Hoa Kỳ trên bầu trời Hội An | 74/75 người trên máy bay và 2 dân thường dưới mặt đất thiệt mạng. Chiếc F-4 hạ cánh an toàn.                                                  |
| Ngày 22 tháng 12 năm 1969 | Douglas DC-6B          |                         | trong khi sắp hạ cánh bị gài bom nổ ở Nha Trang | 10 người thiệt mạng. Phi cơ đâm vào một ngôi trường.                                                                                          |
| Ngày 22 tháng 7 năm 1970  | Douglas DC-4           | Pleiku đến Sài Gòn      | Một binh nhì trong quân đội Hoa Kỳ đã khống chế máy bay. Người lính bị bắt giam ở Sài Gòn sau khi cố gắng buộc phi công đưa đến Hồng Kông. | Không có thương vong nào. |
| Ngày 24 tháng 9 năm 1972  | Douglas C-54 Skymaster |                         | | rơi gần Bến Cát, Củ Chi làm 10 trên 13 người thiệt mạng.                                                                                      |
| Ngày 19 tháng 3 năm 1973  | Douglas DC-4           | Sài Gòn đi Ban Mê Thuột | rất có thể là do đánh bom khủng bố | vụ nổ xảy ra trong khoang hành lý làm tất cả 58 người thiệt mạng                                                                              |
| Ngày 17 tháng 11 năm 1973 | Douglas DC-3           |                         | | Rơi tại Quảng Ngãi làm 27 người thiệt mạng.                                                                                                   |
| Ngày 20 tháng 2 năm 1974  | Douglas DC-4           | Đà Lạt đến Đà Nẵng      | Một không tặc 19 tuổi người miền Nam Việt Nam ra lệnh bay ra miền Bắc Việt Nam. | Khi máy bay hạ cánh ở Huế, vì phát hiện ra mình bị lừa nên đã cho nổ trái lựu đạn tự tử, làm thiệt mạng hai nhân viên cảnh sát.               |
| Ngày 15 tháng 9 năm 1974  | Boeing 727             | Đà Nẵng đến Sài Gòn     | Một người đàn ông khống chế chiếc máy bay trên đường bay số 706 và ra lệnh bay ra Hà Nội. Nghi phạm cho nổ hai trái lựu đạn và chiếc máy bay rơi ở Phan Rang khi nó vượt quá đường băng trong lúc đang cố gắng hạ cánh.                                                                              | Tất cả 70 người trên máy bay đều thiệt mạng.                                                                                                  |
| Ngày 12 tháng 3 năm 1975  | Douglas C-54D-5-DC     | Vientiane đi Sài Gòn    | bị trúng pháo rớt tại Pleiku. | Phi hành đoàn 6 người cùng 20 hành khách đều tử nạn.                                                                                          |

## Nhân vật liên quan
- Kỹ sư Lương Thế Siêu: Tổng giám đốc
- Nguyễn Tấn Trung: Tổng Giám đốc
- Kỹ sư Lâm Ngọc Diệp: Phó Tổng Giám đốc
- Danh ca Giao Linh: nhân viên soát vé, đại diện tham gia cuộc thi Văn nghệ "Kim Hoàng - Như Mai" năm 1966. Đạt được thành tích cao nhất - Huy chương vàng Kim Hoàng - Như Mai.

## Hình ảnh

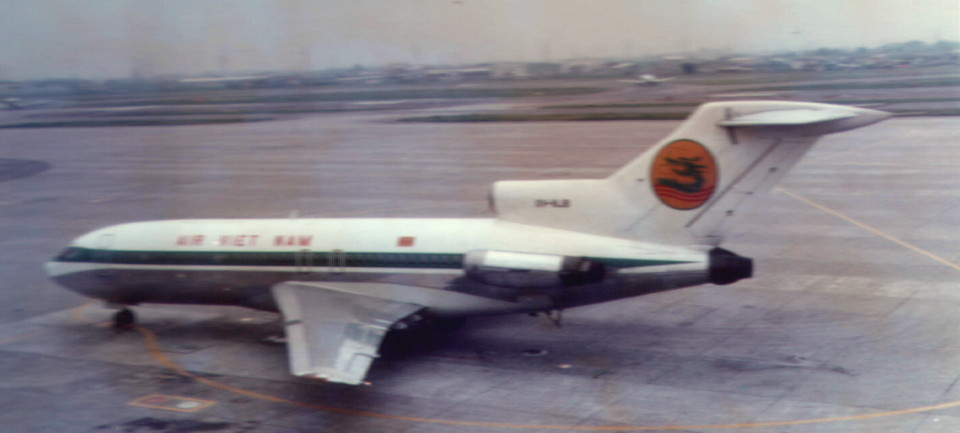
Boeing 727-100
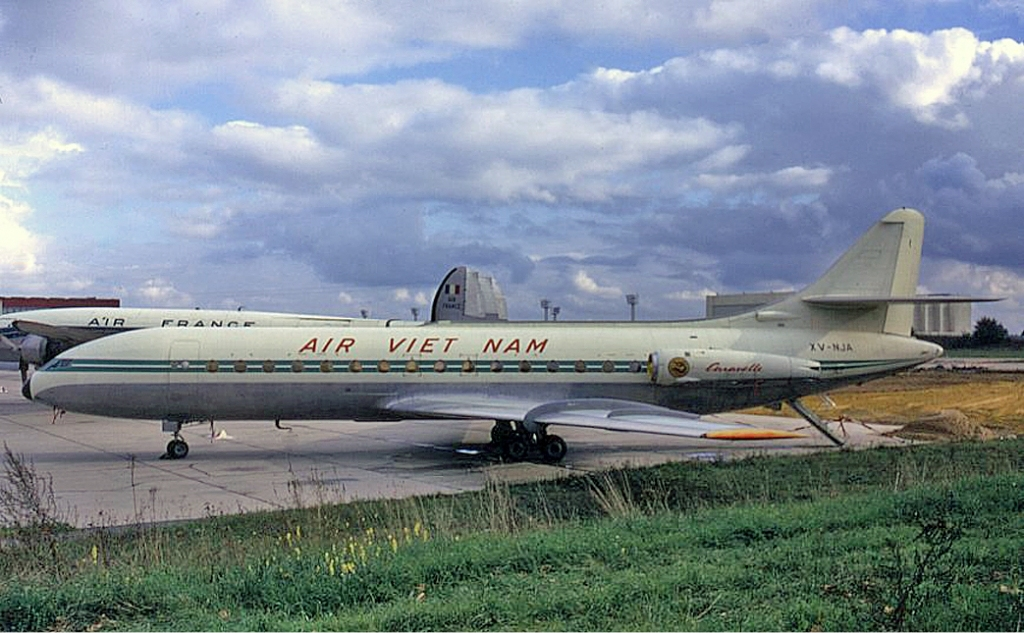
Caravelle vào ngày 1 tháng 1 năm 1962
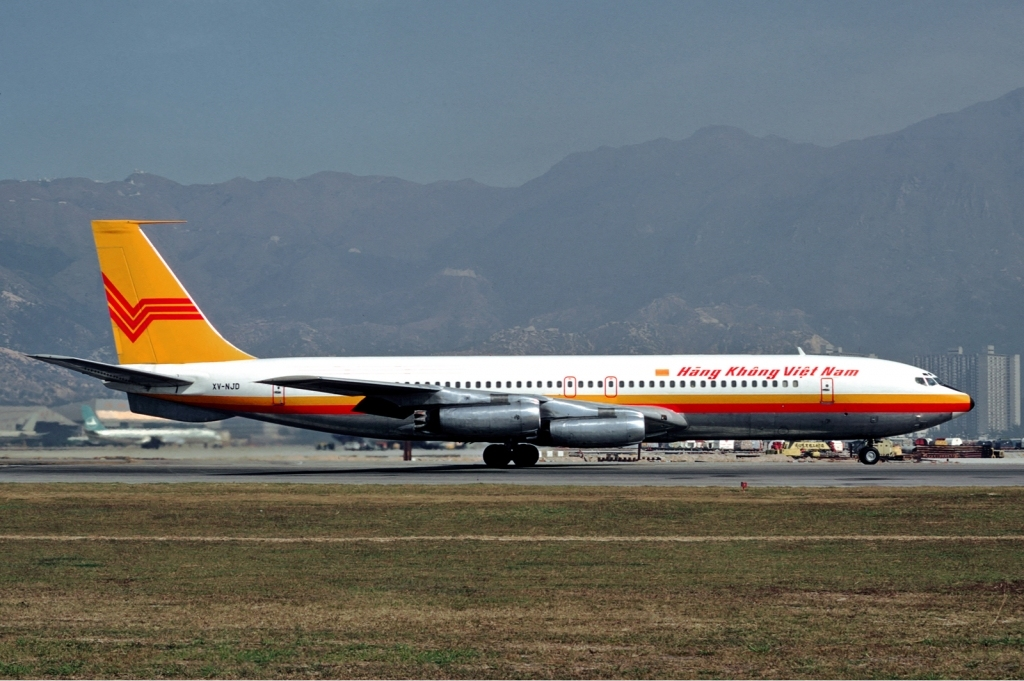
Boeing 707-300 vào ngày 8 tháng 12 năm 1974
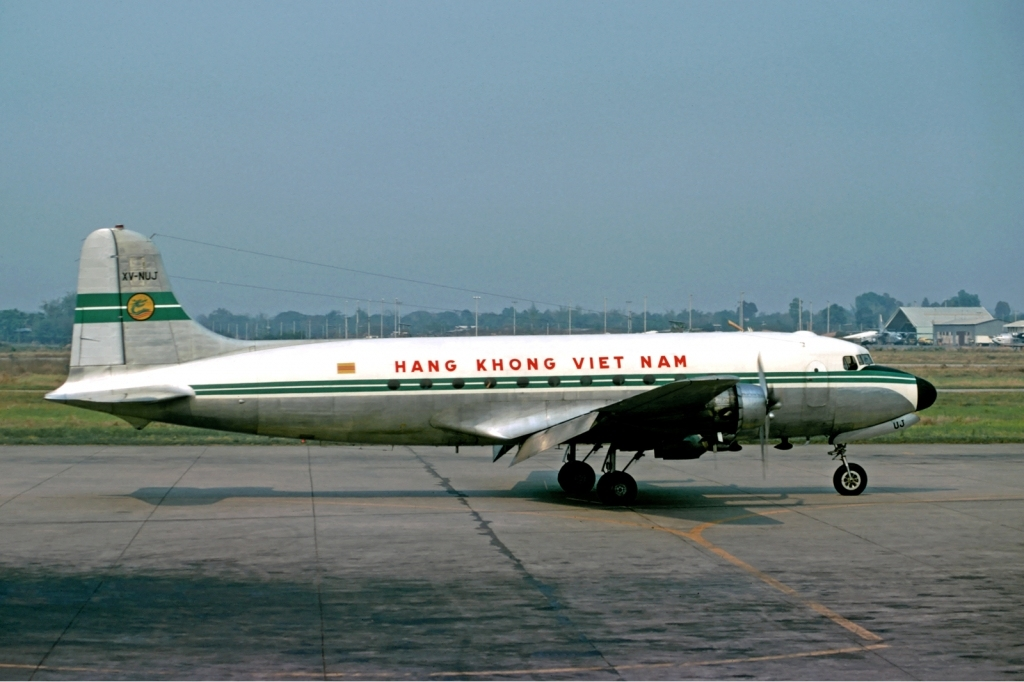
Douglas C-54D vào ngày 12 tháng 3 năm 1975